# Tetraodon miurus
El pez globo del Congo o pez globo patata (Tetraodon miurus) es una especie de peces de la familia Tetraodontidae en el orden de los Tetraodontiformes.

## Morfología
Los machos pueden llegar alcanzar los 15 cm de longitud total.

## Hábitat
Es un pez de  agua dulce , de  clima tropical (24 °C-28 °C) y demersal.

## Distribución geográfica
Se encuentran en África:  cuenca del río Congo.

## Observaciones
Es inofensivo para los humanos.